# Championnat du monde de patinage artistique 1896
Navigation
Mondiaux 1897
Le Championnat du monde de patinage artistique 1896 a lieu le 9 février 1896 au jardin Ioussoupov de Saint-Pétersbourg dans l'Empire russe.
C'est le premier championnat mondial de l'histoire, cinq ans après la création du premier championnat d'Europe à Hambourg. Seuls des patineurs des trois grands empires européens (russe, allemand et austro-hongrois) participent à ce concours.
Ce premier mondial est la seule grande compétition internationale de l'année 1896, le championnat européen ayant été annulé.

## Podium
| Épreuves                      | Or            | Argent       | Bronze        |
| ----------------------------- | ------------- | ------------ | ------------- |
| Messieurs résultats détaillés | Gilbert Fuchs | Gustav Hügel | Georg Sanders |

## Tableau des médailles
| Rang  | Nation    | Or | Argent | Bronze | Total |
| ----- | --------- | -- | ------ | ------ | ----- |
| 1     | Allemagne | 1  | 0      | 0      | 1     |
| 2     | Autriche  | 0  | 1      | 0      | 1     |
| 3     | Russie    | 0  | 0      | 1      | 1     |
| Total | Total     | 1  | 1      | 1      | 3     |

## Détails de la compétition Messieurs
| Rang | Nom              | Nation    | Places | Points | Fig. impo. | Prog. libre |
| ---- | ---------------- | --------- | ------ | ------ | ---------- | ----------- |
| 1    | Gilbert Fuchs    | Allemagne |        | 304.6  | 1          | 1           |
| 2    | Gustav Hügel     | Autriche  |        | 278.8  | 2          | 2           |
| 3    | Georg Sanders    | Russie    |        | 197.2  | 3          | 3           |
| 4    | Nikolai Poduskov | Russie    |        | 157.2  | 4          | 4           |